# United Future
United Future est un parti politique néo-zélandais, créé en 2000 et auto-dissous en 2017.

## Histoire
En 2000, United Future New Zealand est issu de la fusion du parti centriste libéral United New Zealand et de Future New Zealand, un mouvement conservateur dominé par les chrétiens, dans le but de participer aux élections de 2002 où le parti recueille 6,69 % des voix et obtient 8 sièges à la Chambre des représentants dont Peter Dunne et Judy Turner. En août 2007, un nouveau logo a été adopté et le nom du parti est devenu United Future. Mais son audience chute très vite et à partir de 2008, il n'occupe plus qu'un seul siège au Parlement.
Néanmoins, de 2008 à 2017, le parti est membre de la coalition gouvernementale de centre droit, dominée par le Parti national et dirigée par les Premiers ministres John Key puis Bill English. Aux élections législatives de septembre 2017, Peter Dunne, seul représentant du parti à la Chambre des représentants, ne se représente pas. Mené par Damian Light, United Future n'obtient aucun siège à ce scrutin. Le parti se dissout formellement en novembre,.

### Sources
- (en) Cet article est partiellement ou en totalité issu de l’article de Wikipédia en anglais intitulé « United Future New Zealand » (voir la liste des auteurs).

1. ↑  (en) "Peter Dunne: United Future's decision to disband the right call given it is no longer in Parliament", New Zealand Herald, 14 novembre 2017
2. ↑  (en) "UnitedFuture proud of it’s (sic) history, but all good things must end", United Future, 14 novembre 2017